# Petr Zelenka
Pour les articles homonymes, voir Zelenka.
Petr Zelenka, né le 21 août 1967 à Prague, est un dramaturge, scénariste et réalisateur tchèque.

## Biographie
Petr Zelenka est formé à l'Académie tchèque des arts de la scène à Prague.
Pour sa pièce Příběhy obyčejného šílenství (Petites histoires de la folie ordinaire), qu'il a lui-même dirigée pour le théâtre de Dejvice, il a obtenu le prix Alfréd Radok. À partir de cette pièce, il a tiré le scénario du film du même nom, qui n'a pourtant pas eu le même succès que la pièce.
Une autre de ses pièces importantes est Teremin, qui s'inspire de la vie de Lev Sergueïevitch Termen.

## Filmographie
- 1997 : Knoflíkáři
- 2000 : Samotáři (Les Solitaires) (scénario)
- 2002 : Rok ďábla
- 2005 : Příběhy obyčejného šílenství
- 2008 : Karamazovi (cs)
- 2015 : Ztraceni v Mnichově